# XXXTentacion
Jahseh Dwayne Ricardo Onfroy (pronunciación en inglés: /jahseh dweɪn ricardo onfroy/; Plantation, 23 de enero de 1998−Deerfield Beach, 18 de junio de 2018), conocido por su nombre artístico XXXTentacion, fue un rapero estadounidense. Fue una figura controvertida en virtud de múltiples problemas legales en los que estuvo involucrado; aun así, su música, plagada de alusiones a la depresión y la alienación, le mereció un culto de aficionados, en su mayoría jóvenes. Tanto los especialistas como el público lo reconocieron como un artista versátil, puesto que exploró géneros como el emo, trap, trap metal, lo-fi, hip hop, R&B contemporáneo . En particular, se lo considera una figura destacada del rap emo y el rap de SoundCloud, que atrajo la atención general durante mediados y finales de la década del 2010, logrando ser el rapero emo con más ventas de todos los tiempos.
Nacido en Plantation, Florida, XXXTentacion pasó la mayor parte de su infancia en Lauderhill. Comenzó a escribir música después de ser liberado de un centro de detención juvenil y pronto comenzó su carrera musical en SoundCloud en 2013, empleando estilos y técnicas que no eran convencionales en la música rap, como la saturación y los instrumentos pesados con acompañamiento de guitarra, inspirándose en la tercera ola emo y grunge. En 2014, formó el underground colectivo Members Only junto con otros miembros, y pronto se convirtió en una figura popular del SoundCloud rap, una escena de música trap que toma elementos de la música lo-fi y la caja de ritmos Roland TR-808. Jahseh ganó la atención de la corriente principal con el sencillo "Look at Me"(2016) relanzado en 2017. Su álbum debut, 17 (2017), está certificado como doble platino en los Estados Unidos y alcanzó el número dos en el Billboard 200. Su segundo álbum, ? (2018), debutó en el número uno en el Billboard 200 y está certificado como cuádruple platino en los EE. UU. Su sencillo principal, "Sad!", alcanzó póstumamente el número 1 en el Billboard Hot 100, y acumuló más de 1.300 millones de visitas en YouTube y 1.701 millones de transmisiones en Spotify para noviembre de 2021, además de ser certificado Diamante por la RIAA en agosto de 2021.
Jahseh Onfroy se había enfrentado a una variedad de asuntos legales a lo largo de su vida, sobre todo la controversia que surgió de los cargos de agresión que se le impusieron en 2016 cuando tenía 18 años. Algunos han descrito la historia de problemas legales y supuesta violencia de Jahseh como una definición de su legado, mientras que otros han criticado la representación que los medios hacen de él, argumentando que las mejoras percibidas en su carácter más adelante en la vida han convertido su legado en una historia del poder de las segundas oportunidades y la redención.
El 18 de junio de 2018, Onfroy, de 20 años, fue asesinado cuando le dispararon cerca de un concesionario de motocicletas en Deerfield Beach, Florida. Los atacantes huyeron de la escena en un SUV después de robar su bolso Louis Vuitton que contenía $50.000 en efectivo. Cuatro sospechosos fueron arrestados y acusados de asesinato en primer grado, entre otros cargos. En agosto de 2022, uno de los cuatro hombres se declaró culpable de asesinato en segundo grado a cambio de testificar contra los otros tres acusados. El juicio inició el 7 de febrero de 2023. El 20 de marzo de 2023, los tres acusados fueron encontrados culpables de todos los cargos. El 6 de abril de 2023, fueron sentenciados a cadena perpetua sin libertad condicional.
XXXTENTACION tiene ventas certificadas por la Recording Industry Association of America de 61 millones de unidades en los Estados Unidos y ventas certificadas por la British Phonographic Industry de más de 7 millones de unidades en el Reino Unido, lo que eleva su total a 68 millones de discos certificados vendidos en dos países. Desde su muerte, ha ganado un American Music Award y un BET Hip Hop Award, y también ha recibido 11 nominaciones a los Billboard Music Award. Se lanzaron dos álbumes póstumos, Skins (2018) y Bad Vibes Forever (2019); el primero se convirtió en su segundo álbum número 1 en el Billboard 200, mientras que el segundo entró en el top 5.

## Biografía
Jahseh Dwayne Ricardo Onfroy nació el 23 de enero de 1998 en Plantation, Florida, de padres jamaicanos, Dwayne Ricardo Onfroy y Cleopatra Eretha Dreena Bernard. Su padre lo nombró por la canción de Bob Marley "So Jah Seh", que interpola Ezequiel 34. Tanto el padre como el abuelo de Onfroy eran rastafaris. Nació con una comunicación interventricular, comúnmente conocido como "agujero en el corazón" y, debido a su condición, no llegó a crecer más de 5 pies y 6 pulgadas (1,67 m). Según dijo en 2017, tenía ascendencia egipcia o siria, india y, posiblemente, italiana. 
Lo crio principalmente su abuela, Collette Jones, en Pompano Beach y Lauderhill, ambos en Florida, debido a los problemas personales de su madre. Cuando tenía seis años, presuntamente trató de apuñalar a un hombre que intentaba atacar a su madre y acabó ingresado en un programa para jóvenes. Una fuente cercana a la familia Onfroy negó que el presunto apuñalamiento haya ocurrido y no pudo ser corroborado por informes policiales, ya que Onfroy era menor de edad. Cuando Onfroy era niño, descubrió el cuerpo fallecido de su tío después de que se suicidara ahorcándose. Onfroy hizo referencia a su trauma por el incidente en varias canciones. En 2017, aludió a que un adulto anónimo lo había abusado sexualmente cuando era niño. Según la madre de Onfroy, su padre lo golpeaba habitualmente cuando era niño. Afirmó también que este intentó golpearla frente a Onfroy en varias ocasiones. A principios de 2008, cuando Onfroy tenía diez años, su padre fue encarcelado durante nueve años en Arizona por la ley RICO después de que la Administración de Control de Drogas organizara una operación encubierta. El padre de Onfroy fue liberado de la custodia de la Agencia Federal de Prisiones el 30 de octubre de 2015, y deportado a Jamaica a finales de 2016.
El interés de Onfroy por la música comenzó inicialmente después de que su tía lo convenciera de asistir al coro de la escuela y luego, al de la iglesia. Fue expulsado del coro escolar por haber atacado a otro estudiante. Onfroy asistió a la Escuela Intermedia Margate, de la que más tarde fue expulsado después de una serie de altercados físicos. Posteriormente, su madre lo inscribió en Sheridan House Family Ministries, donde estudió por más de seis meses. Onfroy comenzó a escuchar rap, nu metal y hard rock durante su tiempo en Sheridan House Family Ministries, lo que lo llevó a aprender a tocar el piano y la guitarra.
Onfroy asistió a Piper High School hasta que abandonó los estudios en décimo grado. Se describió a sí mismo como un "inadaptado" durante ese tiempo, citando lo callado que era a pesar de ser popular y estar involucrado regularmente en confrontaciones físicas. Cuando era niño, Onfroy fue diagnosticado con trastorno bipolar. Onfroy no era del tipo atlético, y dijo que era inseguro y que atravesó depresión durante esos años.

## Carrera

### 2013–2016: Inicios y "Look at Me"

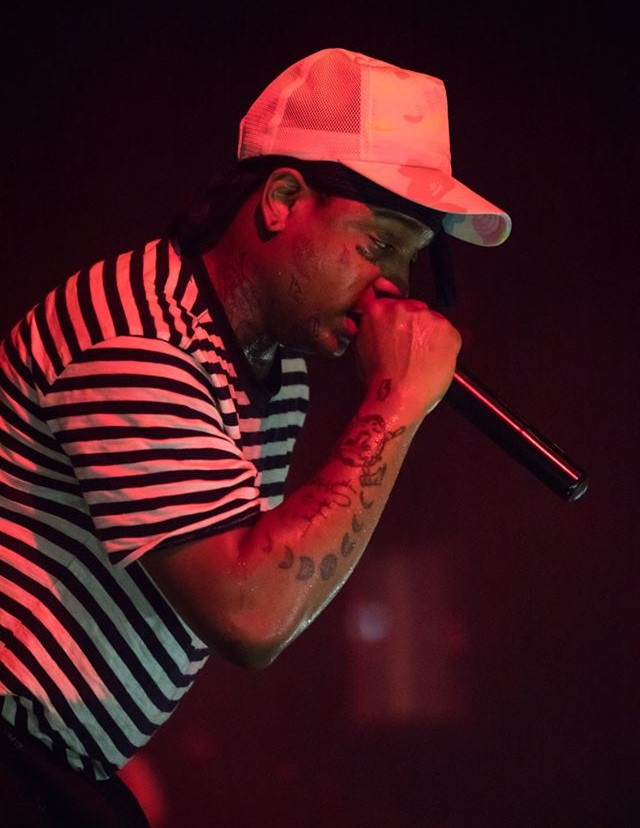
Ski Mask the Slump God, rapero estadounidense. Se convirtió en su amigo durante su estadía en la prisión y junto a él colaboraron en múltiples canciones después de que ambos fueran liberados del centro de detención.

La carrera de Onfroy como artista musical comenzó en junio de 2013 después del lanzamiento de su canción "News/Flock". Según entrevistas, mientras estaba en detención juvenil por cargos de posesión de armas, conoció a Stokeley Goulbourne, otro artista conocido como Ski Mask the Slump God. Algunas fuentes entrevistadas para una biografía de 2020 cuestionan esta narrativa y dicen que la pareja se conoció en la escuela secundaria. Onfroy y Goulbourne se hicieron buenos amigos y comenzaron a practicar estilo libre. Al recordar su tiempo en detención, Onfroy dijo que era respetuoso con los oficiales y el personal y solía proteger a las personas de otros reclusos, incluido un compañero de celda homosexual, a quien Onfroy luego atacó por supuestamente mirarlo fijamente mientras se cambiaba de ropa. Onfroy afirmó que el incidente no tuvo nada que ver con la sexualidad carcelaría, que apoyaba los derechos de los homosexuales y que no era homofóbico.
En 2013, luego de su liberación de un centro de detención juvenil, él y Goulbourne se reencontraron bajo la creencia de que cometerían una serie de allanamientos de morada para obtener ganancias monetarias, aunque Onfroy finalmente compró un micrófono Blue Snowball y comenzó a grabar música, lo que convenció a Goulbourne a hacer lo mismo. Después de que Onfroy adoptó el apodo XXXTentacion, subió su primera canción no eliminada, llamada "Vice City", en SoundCloud. Hablando sobre su decisión de abandonar una vida delictiva por la música, Onfroy dijo que sentía que la música era una mejor salida para sus sentimientos y que su entonces novia, Geneva Ayala, fue alguien que lo ayudó a darse cuenta de eso.[cita requerida]
Luego continuaría subiendo pequeños fragmentos de sus canciones que pronto lanzaría o mantendría inéditas. Onfroy finalmente se unió al grupo Very Rare de Ski Mask the Slump God, antes de separarse y comenzar el colectivo Members Only, al que también se unió Ski Mask. La palabra "tentación" en su nombre artístico es la palabra española para "tentation".
Onfroy lanzó su primer EP oficial, llamado The Fall, el 21 de noviembre de 2014. En 2015, Onfroy lanzó un mixtape colaborativo con Ski Mask the Slump God, Members Only Vol. 1, antes de lanzar Members Only Vol. 2 con varios miembros del creciente colectivo Members Only. El 30 de diciembre de 2015, la versión original de "Mírame" se subió a la cuenta de SoundCloud del coproductor de la canción, Rojas.
El 28 de abril de 2016, Onfroy lanzó el EP Willy Wonka Was a Child Murderer, con música fuertemente inspirada en el heavy metal y la música indie. En 2016, Onfroy renunció a su trabajo como operador de un centro de llamadas debido a su creciente carrera musical y se mudó con el rapero Denzel Curry. En julio de 2016, Onfroy fue arrestado y acusado de robo y asalto con un arma mortal. Después de pagar una fianza de $ 10,000, Onfroy continuó trabajando en su álbum debut independiente, Bad Vibes Forever, que tenía una fecha de lanzamiento programada para el 31 de octubre de 2016.[cita requerida] El álbum no llegó a la fecha de lanzamiento y se retrasó debido a que Onfroy fue arrestado a principios de octubre por múltiples cargos de detención ilegal, manipulación de testigos y agresión con agravantes a su novia.

### 2017: Salida de prisión,Revenge,17yA Ghetto Christmas Carol
En 2017, "Look at Me" ganó fuerza, alcanzó el puesto 34 en el Billboard Hot 100 de los Estados Unidos y el top 40 del Canadian Hot 100. El sencillo lo ayudó a ganar más popularidad debido a las acusaciones del rapero canadiense Drake usando un flujo de rap similar en su canción "KMT". El distintivo cabello a medio teñir de XXXTentacion, que se inspiró en la antagonista de The Hundred and One Dalmatians, Cruella de Vil, también llamó la atención del público.[cita requerida] Durante su período en la cárcel, Onfroy firmó un contrato para ser administrado por Soloman Sobande (quien seguiría siendo su gerente hasta su muerte) y, a pesar de que Onfroy estuvo en la cárcel durante su avance inicial, los cazatalentos de las principales discográficas comenzaron a ofrecer contratos de seis cifras y Onfroy finalmente firmó. para Empire Distribution para obtener una tasa de regalías más baja, un control creativo total y un pago inicial más pequeño.

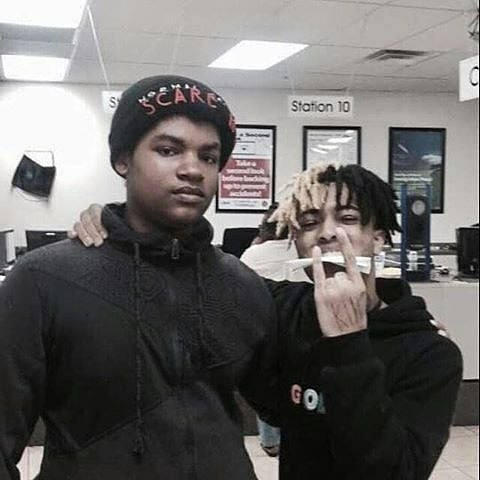
Onfroy en un estudio de grabación junto a un fanático en el año 2017.

Después de su liberación de prisión el 18 de abril de 2017, lanzó tres canciones más en SoundCloud. En una entrevista con WMIB, Onfroy anunció que estaba trabajando en los álbumes de estudio Bad Vibes y 17; así como un mixtape, I Need Jesus. En una entrevista tres días después de su liberación de la prisión, Onfroy le dijo a XXL: "Tengo este muy, muy, muy buen álbum llamado 17. Es más un sonido alternativo de R&B, luego tengo este mixtape llamado I Need Jesus, que es principalmente rap y el sonido underground que hice".
Onfroy anunció su primera gira nacional el 28 de abril de 2017. La gira, titulada "The Revenge Tour", tuvo 26 fechas en total y generó mucha cobertura mediática, incluida la de un rapero agredido, Jahseh quedando inconsciente después de un altercado en el escenario, un miembro de la audiencia apuñalado, Onfroy arrojado a una barricada por seguridad y golpeando a un fanático. Anunció la cancelación del resto de las fechas de la gira debido a que su primo recibió un disparo el 24 de junio de 2017, aunque la fecha final de la gira en el condado de Broward, Florida, siguió adelante y luego se transmitió en la aplicación watchthemusic (WAV). Onfroy fue nombrado como la décima elección en la "Clase de primer año 2017" de XXL y lanzó su primer mixtape en solitario, Revenge, el 16 de mayo de 2017. El mixtape consta de ocho canciones lanzadas anteriormente. El mixtape colaborativo, Members Only, vol. 3, solo para miembros, se lanzó el 26 de junio de 2017. La primera apertura de Onfroy para un acto importante ocurrió cuando DRAM llevó a Onfroy a un concierto el 9 de agosto de 2017 en el Staples Center de Los Ángeles durante el Tour de Kendrick Lamar titulado, DAMN.
Jahseh lanzó su álbum debut, 17, el 25 de agosto de 2017. El álbum debutó en el número 2 en el Billboard 200 de EE. UU., vendiendo 86,000 unidades equivalentes a álbumes la primera semana. El álbum recibió una respuesta mixta de los críticos, algunos de los cuales elogiaron el álbum por sus narrativas personales y estilo musical diverso. El 3 de septiembre de 2017, Onfroy anunció que Bad Vibes Forever, su segundo álbum, aún estaba en producción.[cita requerida]
Su álbum 17 dio las siete canciones de Onfroy, "Jocelyn Flores", "Revenge", "Fuck Love", "Everybody Dies in Their Nightmares", "Depression & Obsession", "Save Me" y "Carry On", que debutaron en Billboard. Hot 100 en los números 31, 77, 41, 54, 91, 94 y 95, respectivamente. Jocelyn Flores se convirtió en la canción más alta de Onfroy desde "Look at Me", que alcanzó el puesto 34. Onfroy luego tuvo su novena canción en la lista Billboard Hot 100, a su vez con su aparición en la canción de Kodak Black "Roll in Peace" tomado de su álbum Project Baby 2. La canción debutó a los 52 y alcanzó su punto máximo a los 31, coincidiendo con "Jocelyn Flores".[cita requerida]
El 12 de septiembre de 2017, Onfroy lanzó su primer video musical oficial para su canción de 2015 "Look at Me", además de compartir un video musical con su canción de 2015 "Riot". El sello de Onfroy, Bad Vibes Forever, firmó un acuerdo de distribución con la subsidiaria de Capitol Music Group, Caroline, el 19 de octubre de 2017. El acuerdo, por un valor de $ 6 millones, fue solo por un álbum. Poco después, el 25 de octubre de 2017, Onfroy anunció que rescindiría su contrato con Caroline a pesar de que un representante confirmó que todavía estaba firmado. Dos días después, anunció que se retiraría debido a la negatividad y la reacción violenta, aunque algunas publicaciones señalaron que Onfroy hizo declaraciones similares antes y no las cumplió. El 30 de octubre de 2017, Onfroy anunció que volvería a hacer música si su compañero rapero de Broward y "ex mejor amigo", Ski Mask the Slump God, volviera a ser su amigo. Más tarde, Onfroy respondió la pregunta de un fanático en Instagram Live sobre su retiro y dijo: "¿Voy a dejar de fumar? Sí, voy a dejar de fumar, no sé por cuánto tiempo, pero simplemente no voy a hacer música en este momento".
El 22 de septiembre de 2017, Noah Cyrus lanzó su sencillo titulado "Again", con la voz de Onfroy y presentó una vista previa de nueva música el 2 de noviembre, lo que indicó un regreso a la creación musical. Onfroy anunció Bad Vibes Forever nuevamente el 17 de noviembre de ese mismo año, hablando sobre el álbum, dijo: "Será una mezcla de géneros con los que me has visto incursionar, si no eres fan mío, este no es un álbum para ti. es solo para fanáticos principales". El título del álbum comparte su nombre con su sello. El 11 de diciembre, lanzó A Ghetto Christmas Carol en SoundCloud. Un día antes de su audiencia por cargos de manipulación de testigos, Onfroy anunció que estaba preparando tres álbumes para estar listos para el año siguiente, y luego de ser puesto en libertad bajo arresto domiciliario, anunció los títulos de los tres álbumes, Skins, Bad Vibes Forever y ?.

### 2018: Canal de YouTube y?

Su canal tiene 40.7 millones de suscriptores y un total estimado de 10 mil millones de visitas a partir de julio de 2023.

El 22 de junio de 2015, Onfroy comenzó a usar su antiguo canal de YouTube "xxxtentacion" (ahora estilizado en mayúsculas), que anteriormente se usaba para subir música, videos de juegos y vlogs. El 22 de enero de 2018, Onfroy anunció en Instagram que su persona y el rapero neoyorquino Joey Badass habían estado creando un proyecto juntos, y los dos lanzaron un estilo libre para la canción "King's Dead" en SoundCloud el 9 de marzo de 2018, en preparación para la colaboración. El canal de YouTube "xxxtentacion" subió el video "#THEHELPINGHANDCHALLENGE" el mismo día. El video incluía a Onfroy donando instrumentos musicales, consolas de videojuegos y otros obsequios a un hogar de acogida. Poco después, Onfroy declaró que su álbum había terminado y que se estaba preparando para lanzarlo, pero solo lo haría después de que el hashtag alcanzara el millón de menciones en Instagram.
El 2 de febrero de 2018 Onfroy lanzó su primer sencillo titulado "Shining Like the Northstar". También apareció en la canción "Banded Up" del productor y colaborador Ronny J. Onfroy lanzó la canción "Hope" en su cuenta de SoundCloud el 21 de febrero de 2018, dedicada a las víctimas del tiroteo en la escuela secundaria Stoneman Douglas, que ocurrió en Parkland, varias millas al norte de la ciudad natal del artista. Onfroy anunció que lanzaría dos canciones a la medianoche del 2 de marzo de 2018, ambos son los primeros sencillos de su segundo álbum ?.
El sencillo principal de ?, "Sad!", fue lanzado varias horas después junto con "Changes", que presenta a su compañero XXL "Freshman" PnB Rock de 2017. "Sad!" debutó en el número 17, convirtiéndose en su canción con las listas más altas en los Estados Unidos, y finalmente alcanzó el puesto número 1 después de su muerte antes de lanzar su video musical oficial el 28 de junio. El video musical se centró en Onfroy y enfatizó que había cambiado como persona desde entonces. se produjeron las principales controversias en su carrera. "Moonlight" y "Hope" también llegaron a las listas después de su muerte, alcanzando el puesto 13 y 70, respectivamente.
Onfroy anunció la fecha de lanzamiento de su segundo álbum de estudio ?, el 12 de marzo de 2018. Compartió la lista de 18 pistas con colaboraciones de Joey Badass, Travis Barker y PnB Rock. ? fue lanzado el 16 de marzo de 2018. Su álbum debutó en el número uno en el Billboard 200, convirtiéndose en el primer número uno de Onfroy en Estados Unidos, perdiendo con su álbum debut 17 debido a Luv Is Rage 2 de Lil Uzi Vert. Poco después del lanzamiento de su segundo álbum de estudio, Onfroy firmó un nuevo contrato discográfico con Empire Distribución de su tercer disco en solitario valorado en diez millones de dólares.

## Lanzamientos póstumos

### 2021–2025: Re-lanzamientos
En noviembre de 2021, Solomon Sobande, el manager de Onfroy, dijo que una colaboración póstuma entre Onfroy y también fallecido rapero Juice Wrld estaba en proceso.
El 23 de enero de 2022, el que hubiera sido el 24to cumpleaños de XXXTentacion, su patrimonio anunció que lanzarían su track de SoundCloud de 2014, "Vice City", a todos los servicios de streaming el 28 de enero de 2022. Considerada una de las favoritas de sus fans, la canción fue su primer lanzamiento en SoundCloud. El lanzamiento es el primero hecho por el patrimonio en esfuerzo por hacer que todas sus canciones no lanzadas estén disponibles en las plataformas principales. También se confirmó que un documental sobre el rapero, titulado  Look at Me, estaba en proceso. Fue lanzado en Hulu el 26 de mayo de 2022.
El 23 de febrero de 2022, el rapero Kanye West lanzó álbum demo Donda 2, en donde Onfroy aparece en las vocales de las canciones  "True Love" y "Selfish". El 23 de mayo de 2022, se anunció por el patrimonio de XXXTentacion en su cuenta de Instagram que un nuevo álbum, titulado Look at Me: The Album sería lanzado junto al documental, y que "True Love" sería lanzada como un sencillo del álbum el 27 de mayo de 2022.
El 10 de junio de 2022, junto con su documental, se lanzó Look at Me: The Album, con 25 canciones incluyendo sus primeras canciones de SoundCloud, sus canciones más populares, y el sencillo "True Love" con Kanye West.
En 2023, sencillos como "I'm Not Human" y "Let's Pretend We're Numb" fueron lanzados en streaming y descarga digital, además de también relanzar el EP de 2016 de Onfroy ItWasntEnough.
En 2025, Volvería a sacar musica el 30 mayo será la Canción Whoa con su remix con Juice WRLD después de años la colaboración se haría realidad pero no acaba ahí ya que el 10 de julio sacaría la canción The Way con Juice WRLD para el 5 aniversario de su álbum póstumo de juice Legends Never Die

## Estilo musical
Las influencias de Onfroy eran Kurt Cobain, Slipknot, Tupac Shakur, Notorious B.I.G., Cage the Elephant, The Fray, Papa Roach, Three Days Grace, Gorillaz y Coldplay. Al hablar sobre sus influencias, X dijo: «Realmente me gustan varios géneros que no solo se basan en el rap. Me inspiran más los artistas de otros géneros además del rap». Onfroy como artista ha sido definido como versátil y su música ha sido descrita como una estética «lo-fi», siendo diversa y experimental, influenciada por el heavy metal. Su música también tiene tendencia a contener bajos distorsionados. Algunos fanáticos también han notado que su música inspiró a muchos artistas prometedores, como Craig Xen, Lil Pump, Trippie Redd, Karami, Ski Mask The Slump God, y Smokepurpp.
Onfroy generalmente cambia su estilo vocal según el tipo de canción en la que esté actuando. Su estilo vocal ha sido descrito como una muestra de «vulnerabilidad emocional» en pistas mucho más deprimentes y como gritos replicantes en pistas más agresivas. Su música ha sido descrita como extravagante e impactante, en algunas canciones se refiere a «violencia, sexo u órganos sexuales y las drogas», aunque, en algunos proyectos como 17, la composición de Onfroy es más emocional en comparación con sus anteriores canciones, que a menudo se refieren a la soledad, la depresión, el aislamiento y la ansiedad.

### Imagen pública y enemistades
Onfroy generalmente se consideraba una figura controvertida dentro de la industria del hip-hop debido a disputas públicas con otros artistas, problemas legales y escándalos generales en las redes sociales. Spin etiquetó a Onfroy como "el hombre más controvertido del rap" y XXL lo etiquetó como su "estudiante de primer año más controvertido".
El 24 de agosto de 2017, un día antes del lanzamiento de su álbum debut 17, Onfroy subió un video a la plataforma de redes sociales Instagram de él mostrando el acto de suicidio por ahorcamiento. Más tarde subió un video a Instagram mostrando el video siendo filmado como parte de un video musical. 
Onfroy subió un video musical a YouTube para su canción "Riot" después de compartir un video musical suyo el 12 de septiembre de 2017. La controvertida escena lo muestra colocando una soga alrededor del cuello de un niño caucásico y luego colgándolo (lo que representa un linchamiento). La madre del niño originalmente estaba ansiosa por la escena, pero dijo que estaba bien con el mensaje que se mostraba, lo que XXXTentacion explicó como: "No importa cómo lo mires, los cuatro asesinatos que mostré al principio fueron asesinatos cometidos por supremacistas que eran reales. Ese niño blanco todavía está vivo. Así que las personas que murieron en el video son reales. Todos están muy molestos por el linchamiento del niño, pero ya sea que te des cuenta o no, los asesinatos al principio son todos reales. Emmett Till, Philando Castile, estos son asesinatos reales y este niño caucásico todavía está vivo. Es una representación artística...básicamente soy yo poniéndome el zapato en el otro pie, mostrando otra perspectiva". Hablando en Instagram Live, les dijo a sus seguidores que el video no solo apoyaba a Black Lives Matter, sino que también apoyando All Lives Matter.
 

Onfroy anunció que se retiraría de la producción musical el 27 de octubre de 2017. Onfroy luego declaró usando la función de historia de Instagram que volvería a hacer música si el rapero del sur de Florida, colaborador frecuente y mejor amigo Ski Mask the Slump God se convirtiera en su amigo nuevamente, diciéndoles a sus fanáticos que publiquen "Sé amigo de X otra vez" en las cuentas de redes sociales de Ski Mask. La publicación dio lugar a un intercambio de redes sociales entre los dos, con Onfroy explicando su lado usando la función Instagram Live en Instagram:
Fue una falta de aprecio de su parte, no por mí, supongo que solo desde una perspectiva comercial. Pero antepuso una perspectiva de negocios a una relación personal, y he estado con él como amigo y como hermano durante mucho tiempo. Quiero decir, es sólo en alguna otra mierda para ser honesto. No está en nada que haya hecho mal. Ni siquiera puedo decir que le he hecho algo, y no iría a Internet y expresaría eso si no me importara la relación, pero ya sabes cómo va. Te usan a donde quieren ir y luego se separan. Y me han usado mucho si no te has dado cuenta. 
Ski Mask respondió poco después, usando la función de historia de Instagram: "[Siempre] amaré a ese negro de aspecto extraterrestre llamado XXX, pero tengo que distanciarme porque es como si nadie me viera como un rapero individual si no lo hago". además de eso, ese negro está loco como el infierno", Ski Mask luego publicó una versión mucho más intensa de la historia, alegando que Onfroy amenazó a su familia. El 8 de diciembre de 2017, Onfroy escribió en Instagram, "no me importa lo que dijiste de mí, sabes quién te cubrió las espaldas, te amo, para siempre", refiriéndose a Ski Mask the Slump God. Más tarde, durante Rolling Loud en Miami en 2018, se reunieron y pusieron fin a la enemistad.
Tras un rumor de que Onfroy fue arrestado en Las Vegas, el rapero de Houston Ugly God tuiteó "Free X", lo que provocó una fuerte respuesta de Onfroy, que presentaba a Onfroy insultando a Ugly God. Ugly God luego aclaró que no había enemistad entre ellos.
El rapero canadiense Drake hizo una vista previa de una nueva pista, titulada "KMT", el 28 de enero de 2017. La canción, después de su vista previa, fue comparada por los usuarios en las redes sociales con la canción emergente de Onfroy "Look at Me" debido al uso de un grupo de valoración especial similar: flujo pesado. Antes del lanzamiento de KMT, HotNewHipHop reveló que Drake seguía la cuenta de Onfroy en Twitter. En una entrevista con XXL, se le preguntó a Onfroy sobre las comparaciones con Drake y respondió: "Si Drake va a tomar la corriente, y no sé si lo hizo legítimamente, pero si esa es la situación, al menos comuníquese con un negro, ayuda a un negro en esta situación".
Drake lanzó el mixtape More Life el 18 de marzo de 2017, que incluía "KMT". Onfroy fue liberado de la cárcel en libertad condicional dos semanas después y posteriormente fue entrevistado por WMIB, donde llamó a Drake una "perra" y dijo que respetaba la influencia de Drake, pero sentía que "KMT" le estaba faltando al respeto. Al día siguiente en Twitter, Onfroy publicó una foto de la madre de Drake diciendo "ella podría conseguirlo". Luego publicó una foto de la madre de Drake y una versión infantil de Drake con la cara de Onfroy retocada con Photoshop sobre la del padre de Drake, Dennis Graham. Posteriormente, en una entrevista con DJ Semtex, Drake negó esas acusaciones de que robó el "flow" de Onfroy. Drake también negó conocerlo y dijo que solo escuchó sobre él con respecto a los rumores que circularon después del fragmento "KMT". Onfroy respondió en su página de Twitter solicitando que Drake "viniera a Florida", después de que Onfroy dijera que no "twitteará rap con niggas".
El rapero Offset del grupo estadounidense de hip-hop Migos usó la función de transmisión en vivo de Instagram para atacar verbalmente a Onfroy, lo que intensificó aún más la disputa. El rapero de Chicago 600Breezy luego afirmó que Drake le dio permiso para entrar en la disputa y atacar a Onfroy. 600Breezy le dijo a Onfroy que "tiene un par de niggas que te dejarán boquiabierto en tu propia ciudad". 600Breezy luego fue a Florida para intentar buscarlo, aunque fue infructuoso.
El 14 de noviembre, Onfroy publicó en su historia de Instagram acusando al grupo de rap Migos de atacarlo y apuntarle con un arma de fuego debido a sus problemas anteriores con Drake.
El servicio de transmisión de música Spotify anunció el 10 de mayo de 2018 que dejaría de promocionar o recomendar música de Onfroy, Tay-K y R. Kelly. Spotify declaró: "No censuramos el contenido debido al comportamiento de un artista o creador, pero queremos que nuestras decisiones editoriales, lo que elegimos programar, reflejen nuestros valores". Onfroy y su equipo respondieron criticando la decisión, señalando que artistas como Ozzy Osbourne, Dr. Dre, David Bowie y Michael Jackson no estaban siendo censurados a pesar de que se les imputaban acusaciones más graves que las presentadas contra Onfroy. La decisión de eliminar la música de Onfroy de las listas de reproducción seleccionadas se revirtió más tarde después de que el director ejecutivo de Top Dawg Entertainment, Anthony Tiffith, amenazara con eliminar la música de su sello del servicio. Aunque Tiffith hizo la acción, Onfroy agradeció a Kendrick Lamar y a Top Dawg en conjunto.

#### Incidentes en conciertos
El 26 de marzo de 2017, tras la liberación de Onfroy de la cárcel, organizó un concierto sorpresa que se organizó para el 7 de abril en Miami. El espectáculo tenía un precio de entrada de $5 hasta que aparentemente se llenó. Sin embargo, antes de que llegara, estalló un motín. La policía finalmente escoltó a Onfroy y cerró el espectáculo.
El rapero y miembro del colectivo de Members Only de Onfroy, Wifisfuneral fue agredido en el primer espectáculo del Revenge Tour en Houston el 31 de mayo de 2017. Wifisfuneral se zambulló en el escenario donde varios miembros de la audiencia procedieron a patearlo y luego abandonar el lugar.
Durante un concierto en San Diego en junio de 2017, se produjo un altercado físico que provocó que Onfroy quedara inconsciente y que un miembro de la audiencia fuera apuñalado, aunque la lesión no ponía en peligro su vida. Se informó que el agresor era un socio del rapero Rob Stone, luego involucrado en una disputa que involucraba a Onfroy y Ski Mask. La disputa ya había llevado a que Ski Mask the Slump God fuera atacado durante la gira Outlet del rapero Desiigner. Stone lanzó una pista diss después del ataque, titulado "Xxxtracredit", en el que menciona el ataque en San Diego y luego procede a decirle a Onfroy que "no vuelva a California". Posteriormente, en una entrevista, Stone negó saber quién es ese agresor. En octubre de 2017, Stone confirmó que él y Onfroy habían hablado y resuelto su enemistad.[cita requerida]
Onfroy golpeó a un miembro de la audiencia durante un concierto en el Complex en Salt Lake City, Utah el 16 de junio de 2017. Afirmó que esto fue en defensa propia, ya que había pedido que nadie en la audiencia lo tocara, advirtiendo que lo golpearía. ellos si lo hicieran.
Onfroy estaba programado para actuar en el Concord Music Hall en Chicago, Illinois, el 20 de junio de 2017. El concierto se canceló en el último minuto, lo que provocó que cientos de fanáticos inundaran las calles y casi comenzaran un motín, mencionaría que el motivo de la cancelación de la actuación fue la decisión de la dirección del lugar. Tres días después, le dispararon a su primo y canceló su gira.
Tras el lanzamiento del álbum 17 de Onfroy, se anunció un concierto gratuito en el Orpheum de Tampa, Florida, el 2 de septiembre de 2017. El lugar solo tenía capacidad para albergar a 750 asistentes, pero más de 3000 personas parecían asistir al concierto y el lugar tuvo que cancelar el concierto antes de que se creara un peligro para la seguridad. Esto llevó a que muchos fanáticos del artista casi se amotinaran en la calle y la policía necesitara dispersar a la multitud. Algunos fanáticos afirmaron más tarde en línea que los agentes de policía les lanzaron gases lacrimógenos después de los disturbios.
Onfroy estuvo involucrado en otra pelea con un fanático durante el Festival Rolling Loud de California el 21 de octubre de 2017. Onfroy anunció en Instagram que la pelea fue puramente en defensa propia antes de que se subiera cualquier video del altercado.

## Asuntos legales

### Cargos en su adolescencia
A fines de 2012, Onfroy fue arrestado por posesión de 21 gramos de marihuana, un delito grave según la ley de Florida. Fue sentenciado a un mes de detención juvenil y seis meses en un centro de corrección de conducta. Poco después de su liberación, fue arrestado nuevamente por irrumpir en una casa para robar una computadora portátil con el fin de crear música.
En 2014, Onfroy fue enviado a un centro de detención juvenil durante un año por cargos de posesión de armas. Según él, durante el tiempo que estuvo detenido, el fiscal trató de juzgar al artista como adulto por cargos de posesión de armas, lo que según Onfroy habría sido una sentencia de 5 a 10 años de prisión. La narrativa de Onfroy de este tiempo en detención juvenil ha sido cuestionada por fuentes entrevistadas para una biografía de 2020; es posible que haya cumplido un mes de detención como parte de una sentencia más amplia de menos de un año, y los archivos públicos no pueden corroborar sus cargos, ya que era menor de edad.

### Apuñalamiento contra Dylan Turner
Dylan Turner, conocido profesionalmente como Tablez, un nativo de Nueva Jersey que estudió en la Universidad Full Sail, dirigió a XXXTentacion y Ski Mask the Slump God en 2016. Debido a la inexperiencia de Onfroy en la música y la inexperiencia de Turner en la gestión, acordaron que este sería pagado solo con las ganancias de la canción "¡Look at Me!".
Una noche, Ski Mask y Tablez tuvieron una discusión mientras estaban en el apartamento de Tablez, lo que llevó a Ski Mask a salir furioso. Más tarde, este llamó a Onfroy mientras estaba borracho y mintió diciendo que Tablez le había quitado miles de dólares a Onfroy. Según el relato de Turner, días después Onfroy y otros irrumpieron en su apartamento cuando XXXTentacion gritó: "¿Y si te apuñalo? ¿Qué pasa si te apuñalo?" mientras empujaba un cuchillo hacia el estómago de Tablez, deteniéndose a unos pocos centímetros y luego tirando hacia atrás. Tablez dijo que no sabía si Onfroy tenía la intención de apuñalarlo, porque Onfroy dijo en estado de shock: "Oh, mierda", después de que él le exclamara a Onfroy que lo había apuñalado. Sin embargo, la hoja se hundió en su abdomen. Turner contó que Onfroy y los demás luego robaron su computadora portátil y huyeron.
Dylan urgió a cirugía de emergencia y sufrió lesiones que le cambiaron la vida. Se comprometió a retirar los cargos contra Onfroy si se le devolvía su computadora, y dijo que "no quería que una mala elección definiera quién era [Onfroy]". Tablez cumplió su palabra a pesar de que se eliminaron todos sus archivos. Jahseh pagó la totalidad de las facturas del hospital donde se encontraba Tablez y luego se disculpó y le agradeció por retirar los cargos, diciéndole: "Gracias por retirar los cargos. A pesar de lo jodida que es la situación, siempre estaré en deuda contigo." Cuando se le preguntó si pensaba que Onfroy realmente estaba cambiando más adelante en la vida para convertirse en una mejor persona, Tablez respondió: "Sí. En el fondo, todos lo somos".

### Robo, asalto con un arma mortal y cargos de allanamiento de morada
En julio de 2016, fue arrestado y acusado de robo y asalto a mano armada. Según el informe del arresto, Onfroy entró en la casa de Che Thomas con otras tres personas empuñando un arma de fuego. Después de golpear con la pistola a Thomas tres veces, Onfroy escapó de la casa con un iPad, un iPhone, una PlayStation Portable de Sony y $ 20.
Onfroy fue arrestado en Orlando originalmente hasta que fue transferido al condado de Orange. Sus constantes mudanzas se debieron a un plan finalmente exitoso de los fiscales para encontrar una jurisdicción que lo acusara como adulto por un delito cometido cuando era menor de edad.  Fue liberado con una fianza de $10,000 en septiembre de 2016. Finalmente, fue sentenciado a seis años de libertad condicional por los cargos.

### Cargos por violencia doméstica y manipulación de testigos

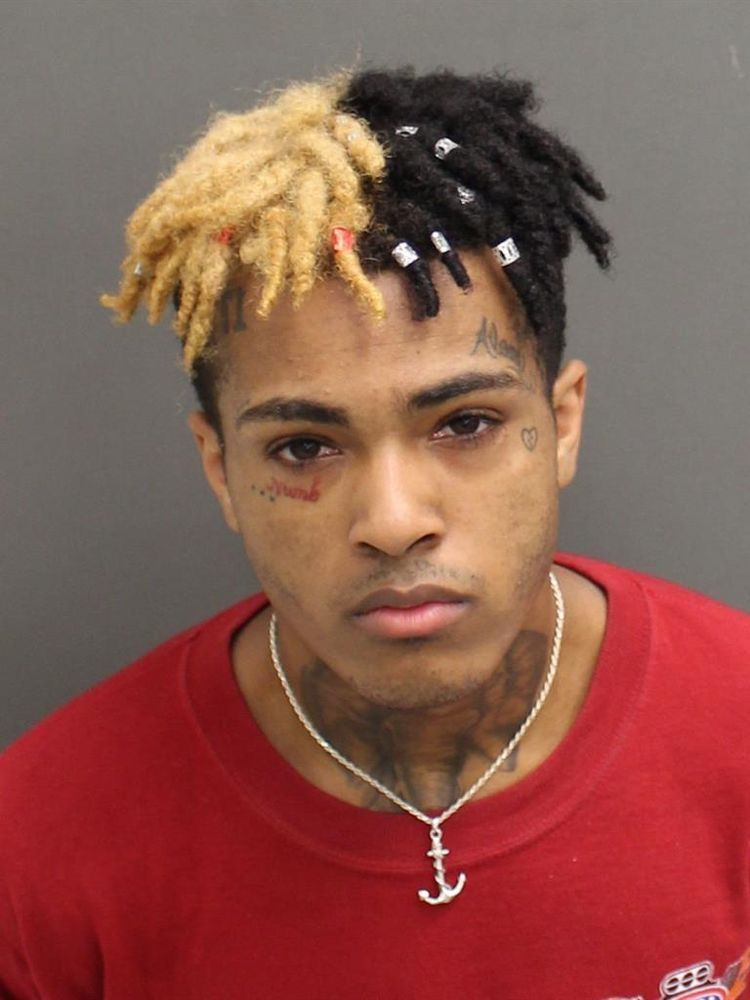
Foto de prontuario de Jahseh Onfroy en julio de 2016.

Después de pagar la fianza de $ 10,000 a principios de octubre del mismo año, mientras esperaba el juicio, Onfroy fue arrestado nuevamente más tarde ese mes por cargos de agresión agravada de una mujer embarazada, agresión doméstica, encarcelamiento falso y manipulación de testigos. El 26 de marzo de 2017, Onfroy fue liberado de la cárcel con una fianza de $50,000 mientras enfrentaba cargos de robo y agresión con un arma mortal. Su juicio por los cargos de violencia doméstica y manipulación de testigos originalmente iba a tener lugar en mayo de 2017 y se retrasó varias veces, y estaba programado para el 5 de octubre de 2017.
El 8 de septiembre de 2017, Pitchfork filtró el testimonio de la presunta víctima en el caso de Onfroy. Luego, el juicio se retrasó nuevamente y se anunció la fecha del 11 de diciembre de 2017. La controversia surgió una vez más tras la decisión de Onfroy de donar $ 100,000 a los programas de prevención de la violencia doméstica, y luego cuando Onfroy anunció un evento para apoyar a las víctimas de violación, aunque luego se canceló debido al vandalismo. El juicio de Onfroy se retrasó nuevamente después de que la exnovia de Onfroy, Geneva Ayala, la presunta víctima en el caso, presentara una declaración jurada en la que pedía que se "retiraran por completo" los cargos. Ella también se negó a testificar en la corte, lo que hace más probable que se retiren los cargos de agresión o que se absuelva a Onfroy de los cargos. En reacción, la fiscalía se movió para dividir el caso de violencia doméstica y manipulación de testigos en dos, con cargos adicionales de manipulación de testigos presentados contra Onfroy y una nueva fecha de juicio anunciada para el 15 de diciembre de 2017. A pesar de esto, fuentes cercanas a Ayala dijeron que la carta fue genuino y que quería seguir adelante. Ayala reveló después de la muerte de Onfroy que estaba en contra de que Onfroy recibiera tiempo en prisión. El 10 de diciembre de 2017, Onfroy publicó un mensaje en Instagram y escribió: 

La fecha de la corte es el día 15 a las 9:00 a.m. aquí está la información de la corte, si estoy bajo custodia, quiero decirle a todos los que he decepcionado que me disculpo". , Hice todo lo posible, realmente lo hice ... ".

Onfroy se declaró no culpable el 14 de diciembre de 2017 y se lo llevó a prisión preventiva, siendo retenido sin fianza. Se confirmó el 20 de diciembre de 2017 que Onfroy estaba siendo liberado bajo arresto domiciliario. Onfroy fue liberado del arresto domiciliario el 21 de marzo de 2018. Poco después de ser liberado, se divulgó un vídeo antiguo de Onfroy golpeando en la cabeza a una mujer en 2013. La mujer atacada por Onfroy en el vídeo afirmó varios días después que estaba "aterrorizada por su vida". Poco después Onfroy afirmó que estaba siendo extorsionado financieramente por la misma mujer y su familia. El 25 de octubre de 2018 se filtró una grabación de Onfroy, donde hablaba sobre lo sucedido con la víctima que afirmaba había sido malinterpretado.
El abogado principal de Onfroy, J. David Bogenschutz, dijo después de la muerte de Onfroy que creía que Onfroy habría evitado una sentencia de prisión y, en cambio, habría sido sentenciado a libertad condicional si fuera declarado culpable de cualquiera de los cargos, ya que el juez que preside el caso, Richard Hersch parecía comenzar a mirarlo más favorablemente, incluso concediéndole permiso para ir de gira.[cita requerida] Hersch también había emitido una orden de mordaza sobre las grabaciones relacionadas con el caso de Onfroy mientras estaba en curso. Los cargos de violencia doméstica de Onfroy, por los que estaba esperando juicio, fue sobreseimiento por la fiscalía después de su muerte.
En 2019, se publicaron documentos y audios de llamadas telefónicas que Onfroy le hizo a su madre desde la cárcel, en las que Onfroy afirmaba que su exnovia podría no haber estado embarazada y afirmaba que fueron sus amigas quienes golpearon a Ayala por enviar a Onfroy a un "asilo mental".

### Controversia por video de Snapchat y demanda por difamación
Poco después de ser liberado del arresto domiciliario, apareció un video de Snapchat de Onfroy golpeando a una adolescente identificada como Breonna Starling, en 2013 cuando tenía 15 años. Los abogados de Onfroy reclamaron el video, que presenta una leyenda escrita por Starling que sardónicamente dice "Odio a este nigga" junto con Onfroy bailando antes de golpear a la niña, era "obviamente... en broma".
Onfroy afirmó después que temía que Starling lo extorsionara financieramente y que los miembros de su familia ya lo habían llamado para pedirle dinero. Starling se presentó varios días después y dijo que estaba "aterrorizada por su vida"; sin embargo, según TMZ, Onfroy pretendía demandar a Starling por fraude y difamación luego de que su familia exigiera una gran suma de dinero a cambio de su silencio.
Según la demanda legal contra Starling, después de que el video apareciera en Reddit, el gerente de Onfroy, Solomon Sobande, le envió un mensaje a Starling en Instagram y le dijo: "Oye, soy Solomon, el gerente [de Onfroy]. Por favor, comunícate conmigo lo antes posible". Unas horas después, Sobande recibió una llamada de Starling. Ella le dijo: "Ya sé por qué llamas. No sé por qué todos están haciendo un gran escándalo con este video. Solo estábamos jugando, y ese video fue hace años. ¿Qué diablos está mal con las personas?" Sobande le preguntó a Starling si podía publicar un comunicado indicando lo que había dicho en la llamada, y ella accedió de inmediato. Horas más tarde, Sobande recibió una llamada telefónica del mismo número, pero los abuelos de Starling eran los que estaban al teléfono mencionando que estaban extremadamente molestos con el video, y después de que Sobande le dijo que el video era una broma, negaron que Starling haya dicho eso. Después de la llamada, Starling bloqueó a Sobande en Instagram. La denuncia alegaba que Starling, sus abuelos y un abogado habían discutido el potencial del video para que ellos recibieran una gran ganancia financiera y exigieron $300,000 a cambio del silencio de Starling, además amenazaron con acusar falsamente a Onfroy de blandir una pistola de aire comprimido antes del video. Además, la denuncia indicaba que Starling había cambiado de tono después de enterarse del caso criminal de violencia doméstica en curso de Onfroy con Geneva Ayala, y amenazó con realizar una conferencia de prensa para "mostrar al mundo cuán violento es Onfroy".
Más tarde, Starling emitió un comunicado en el que admitía que la versión de los hechos descrita por Onfroy y su equipo era correcta y que "esperaba que la gente viera el video en el contexto lúdico en el que se grabó y nada más". Después de la admisión de Starling, Onfroy retiró la demanda contra ella.

### Audio filtrado sobre violencia doméstica y un incidente de apuñalamiento
El 23 de octubre de 2018, Pitchfork publicó un audio grabado en secreto de Onfroy cuando tenía 18 años, hablando con conocidos suyos en el momento de su arresto el 8 de octubre de 2016. Pitchfork alegó que había confesado violencia doméstica en la grabación y describió un incidente en el que apuñaló a ocho personas. La cinta fue considerada una confesión por parte de la fiscalía y la defensa. Una versión extendida del audio que se publicó más tarde incluyó momentos después de que Onfroy aclaró con respecto a su exnovia: "No la toqué. La perdoné".[cita requerida]
Una conversación especialmente tensa sobre la exnovia de Onfroy tuvo lugar en la tarde del 26 de octubre de 2016 cuando le dijo a una mujer: "Ya obtuve lo que quería, ya le golpeé la cara: su cara en Internet, bro, la hice quedar mal en Internet, bro". Más tarde ese día, se publicó un clip de audio de la llamada en Instagram de Onfroy diciendo que "le golpeó la cara" sin la aclaración apresurada.
En la versión completa de la grabación lanzada más tarde, se escucha a Onfroy decir que "no tiene orgullo al mirarse en el espejo" y que "se disgusta a sí mismo" por no poder controlar su ira. Onfroy dijo que solía "joder a [su ex novia]" por engañarlo, pero desde entonces la perdonó y no la volvería a tocar. Algunos han tratado de afirmar que cuando Onfroy dijo que solía "joderla", se refería a "mentalmente". El periodista y autor de Rolling Stone, Jonathan Reiss, dijo en su biografía de Onfroy que esta afirmación es "ilógica en contexto".
Onfroy continuó en la grabación describiendo el trauma que había experimentado, desde presenciar cómo le cortaban la lengua a alguien hasta presenciar cómo violaban a otro, también a uno que intentaba matar a su madre. Pitchfork enfrentó críticas por no incluir estos detalles del trauma y remordimiento de Onfroy en su artículo sobre la grabación. Jonathan Reiss dijo que Pitchfork "presentó [la grabación] fuera de contexto y eligió cuidadosamente la parte más condenatoria que pudieron encontrar".
Pitchfork también enfrentó críticas por su interpretación del incidente del apuñalamiento que describió Onfroy, ya que algunos argumentaron que él y su amigo estaban a punto de ser asaltados y que actuó en defensa propia. Más tarde se reveló que Onfroy parecía haber actuado en defensa propia, ya que un video del incidente mostraba que él y su amigo, el productor de discos Khaed, estaban a punto de ser asaltados por unas veinticinco o cuarenta personas que los rodeaban.[cita requerida]

## Vida personal

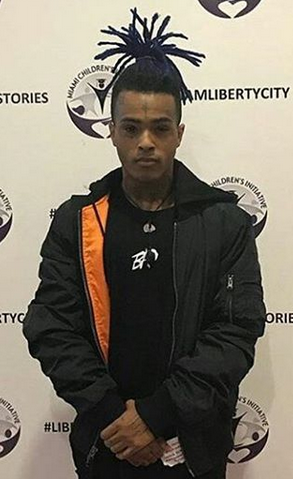
Onfroy en un evento ofrecido por Miami Children's Initiative en febrero de 2018

Onfroy tenía dos medios hermanos: una hermana mayor llamada Ariana y un hermano menor llamado Aiden. Onfroy vivió en Florida con el rapero Denzel Curry y el productor Ronny J en el pasado. Antes de su muerte, Onfroy se mudaba a una mansión de 560 m2 (6000 pies cuadrados) en Parkland, que compró en noviembre de 2017 por 1,4 millones de dólares. Al momento de su muerte, Onfroy vivía con su novia Jenesis Sánchez. La pareja tenía tres gatos y dos perros.[cita requerida]
Onfroy había sido amigo de varios raperos y músicos, incluidos Ski Mask the Slump God, Lil Uzi Vert, PnB Rock, Denzel Curry, Lil Yachty, Trippie Redd, Juice Wrld y Billie Eilish, quien afirmó en una entrevista que Onfroy pudo disuadirla de un plan para terminar con su propia vida.
El rapero emo Trippie Redd cesó brevemente su asociación con Onfroy una vez que surgieron los detalles de las acusaciones contra él. Después de la pelea, Onfroy declaró en un concierto que entendía por qué Trippie Redd no quería asociarse con él y dijo: "No hace mucho tiempo, yo era un pedazo de mierda. Les diré personalmente que yo era una mierda de persona, bro. Y puedo admitir eso, hermano. No era una buena persona. Pero he estado haciendo todo lo posible para cambiarme". Jahseh dijo que todavía creía que Trippie Redd era una "artista increíble" y procedió a interpretar su canción, "Fuck Love". Trippie Redd aceptó su disculpa y respondió en Instagram: "Se necesita un hombre de verdad para hablar mal y realmente disculparse por sus acciones... también me disculpo por todo lo que dije sobre ti".
En febrero de 2018, Onfroy publicó en Instagram que se estaba preparando para regresar a la escuela. En marzo de 2018, anunció que asistiría a un colegio comunitario para obtener su General Educational Development Test, que completó de acuerdo con su certificado de defunción. Onfroy habló públicamente sobre su lucha contra la depresión.

### Relaciones
Onfroy conoció a Geneva Ayala en noviembre de 2014. Los dos se pusieron en contacto cuando Onfroy le envió un mensaje a Ayala diciendo que quería pelear con su novio después de que su este supuestamente había publicado fotos de ella con poca ropa sin su consentimiento, aunque nunca ocurrió una pelea. El novio de Geneva en ese momento alegó que ella lo había golpeado y abofeteado durante la crisis nerviosa que tenía, aunque admitió que le había dado palmadas en la espalda de vez en cuando para "sacarla". La madre de Ayala la echó cuando ella tenía 16 años y vivía con su novio desde entonces hasta que se separaron. En 2016, Ayala se mudó con Onfroy y sus compañeros de cuarto.[cita requerida]
La exnovia de Onfroy, Geneva Ayala, había acusado a Onfroy de abuso doméstico. Según la declaración de Ayala, Onfroy la golpeó en ocasiones, la estranguló, le rompió perchas en las piernas, la amenazó con cortarle el pelo o la lengua, le puso cuchillos y tijeras en la cara y le sujetó la cabeza bajo el agua en el baño mientras amenazaba con ahogarla. "Lo que más le gustaba era darme un revés en la boca", dice Ayala. "Eso siempre dejaba ronchas dentro de mis labios".
El primer incidente de violencia doméstica supuestamente ocurrió cuando Onfroy abofeteó a Ayala y rompió su iPhone 6s, porque había felicitado a un amigo por sus nuevas joyas. Onfroy luego reparó el teléfono. En un incidente relatado a un fiscal, Ayala dijo que Onfroy le preguntó qué objeto quería que él le metiera a la fuerza en la vagina: un tenedor de barbacoa de mango largo o un cepillo de alambre para barbacoa, ella eligió el tenedor y Onfroy le dijo que se desvistiera. Afirmó que Onfroy estaba arrastrando ligeramente la herramienta contra la parte interna de su muslo cuando se desmayó; él no la penetró con este. Ayala dijo que una vez que se despertó, Onfroy comenzó a disculparse profusamente por el incidente. Después de los supuestos incidentes, Ayala abrió una página de GoFundMe, afirmando que necesitaba cirugía por daño en el ojo izquierdo. Recaudó más de $32,000, incluidos $5,000 donados por Onfroy. GoFundMe suspendió temporalmente la recaudación de fondos debido a acusaciones de fraude. Nunca se confirmó si Ayala se hizo la cirugía.
Onfroy mantuvo públicamente su inocencia hasta su muerte. Ayala dijo que Onfroy a menudo la culpaba por intentos de suicidio. Ella mencionó que solía llenar una bañera con agua, luego buscaba el microondas y lo colgaba, amenazando con soltarlo. En otra ocasión, supuestamente se colgó de las piernas de un balcón del piso 12 y amenazó con suicidarse nuevamente después de enterarse de que Ayala lo había engañado durante su tiempo en la cárcel. Después de la muerte de Onfroy, Ayala dijo con respecto a quienes discutían sus acusaciones contra Onfroy: "Es repugnante que la gente hable por mí". En respuesta a quienes la criticaron por llorar a Onfroy después de su muerte, su exnovia dijo en su historia de Instagram: "¿Lo conocían? No, no lo sabían. Sabía quién carajo era... todavía lo amo. Perdí a alguien muy querido para mí y puedo hacer el duelo cuando me dé la puta gana".[cita requerida]
Los compañeros de cuarto del rapero y su exnovia describen el remordimiento de Onfroy después de los supuestos incidentes y dicen que él dijo que "tenía muchas ganas de controlar su ira". Esto incluyó una ocasión en la que se describió a Onfroy cayendo de rodillas y llorando, rogándose a sí mismo que cambiara su comportamiento. Algunos psicólogos han especulado que Onfroy pudo haber sufrido un trastorno de apego derivado de la ausencia de su madre y su padre durante la infancia, lo que podría haberlo hecho propenso a arrebatos violentos incontrolables. Onfroy fue re-diagnosticado con trastorno bipolar cuando era joven, después de haber sido diagnosticado inicialmente cuando era niño. Onfroy había estado viendo a un terapeuta y comenzó a tomar medicamentos en el momento de su muerte.[cita requerida]
En la víspera de Año Nuevo 2017, Onfroy inició una relación con Jenesis Sánchez que finalmente se convirtió en una pareja de hecho. Sánchez dijo que en su relación, Onfroy mostró cambios en el control de su ira y simplemente se alejaría si se producía una discusión, en lugar de ser físico. Onfroy comenzó diciendo que veía a su amiga fallecida, Jocelyn Flores, como su "ángel de la guarda" y que eso lo ayudaba a tomar mejores decisiones en su relación. Tres días después de su muerte, la madre de Onfroy anunció en Instagram que Sánchez estaba embarazada de su hijo. En una entrevista, Sánchez dijo que Onfroy fue notificado tres semanas antes de su fallecimiento. Se confirmó que el bebé era un niño el 22 de agosto de 2018 y nació el 26 de enero de 2019, tres días después de lo que habría sido el cumpleaños número 21 de su padre.
Un par de semanas después de que Sánchez solicitara las muestras de ADN de Onfroy para probar la paternidad de su hijo, la madre de Onfroy presentó una solicitud para bloquear la prueba. La madre de Onfroy selló sus documentos judiciales en oposición, por lo que no está claro por qué se opone a una prueba de paternidad. Algunos fanáticos sospechan que tiene algo que ver con su participación financiera en el patrimonio de Onfroy. El 15 de mayo de 2019, Sánchez ganó la batalla legal y un juez de Florida concedió acceso a una muestra de ADN de Onfroy.

### Creencias religiosas y espirituales
Onfroy se crío en una familia con fe en el cristianismo; sin embargo, tenía un interés bien documentado en el ocultismo. Tarpley Hitt, periodista del Miami New Times realizó una de las pocas entrevistas con él en los principales medios, entre los diálogos reflexionó los sucesos de su vida en la mayor parte de la conversación de dos horas hablando sobre el tema a expensas de responder preguntas sobre su infancia o cargos criminales. En su casa vivió con el actor pornográfico Bruno Dickemz donde recordaron que tenía una colección de libros sobre ocultismo y participaba en rituales. Mientras vivía allí, su expareja Genevaa Ayala fingió estar poseída por un demonio como una forma de asustarlo y sacarlo de su turbulenta relación, pero en cambio lo fascinó. Se inspiró en la filosofía de la antroposofía del filósofo austriaco Rudolf Steiner y sus enseñanzas sobre la conciencia.[cita requerida]
En su cifrado XXL Freshman y su tema "Hablé con el diablo en Miami, dijo que todo estaría bien", Onfroy mencionó haber vendido su alma a Satanás. Al preguntarle a DJ Akademiks sobre el tema, se negó a responder, preocupado de que pudiera alentar a "los niños a seguir ese camino oscuro". Además, en su tema "Daemons", Onfroy analiza una fantasía de venganza contra Jesús y Dios por permitir atrocidades en el mundo, mientras expresa escepticismo sobre la existencia de Dios. Específicamente, Onfroy describe buscar venganza contra Dios por permitir el sufrimiento mental de su tío. El tío de Onfroy se suicidó ahorcándose cuando Onfroy era un niño.
Onfroy creía en la reencarnación, imaginando que el ciclo de muerte y renacimiento termina cuando uno vive una vida sin dañar a los demás; él creía que había fallado en esto debido a su violencia. Estaba fascinado por el concepto New Age de los niños índigo, lo que puede haber sido la razón de su atracción por el color azul en los últimos meses de su vida.[cita requerida]

## Robo y asesinato
El 18 de junio, Onfroy fue al Bank of America para retirar dinero antes de dirigirse a RIVA Motorsports, un concesionario exclusivo de motocicletas y botes en Deerfield Beach, Florida. Después de retirar el dinero, fue seguido por un SUV Dodge Journey de color oscuro donde supuestamente estaban Dedrick Williams, Robert Allen, Michael Boatwright y Trayvon Newsome.
Los investigadores creen que el asesinato fue planeado y no al azar. Determinaron que Williams había estado en una oficina con libertad condicional al mismo tiempo que Onfroy en enero de 2018, y probablemente reconocieron el auto de Onfroy el día del asesinato. Según las autoridades, Williams vio el auto de Onfroy y llamó a los otros sospechosos, diciendo que deberían ir al concesionario al que había entrado Onfroy para confirmar que en realidad era él.
A las 15:30 EDT, Onfroy llegó a RIVA Motorsports y entró con su tío. Las imágenes de la cámara de seguridad mostraron que los sospechosos Robert Allen y Dedrick Williams siguieron a Onfroy dentro de la tienda y pasaron junto a Onfroy mientras miraba motocicletas. Están grabados entrando en RIVA y comprando dos máscaras negras. Media hora después, Onfroy salió del concesionario, ingresó a su BMW i8 negro y comenzó a alejarse del concesionario. El SUV condujo frente al automóvil de Onfroy, bloqueándolo mientras se alega que Newsome y Boatwright salieron del vehículo y exigieron propiedad de Onfroy. Se produjo una breve lucha, en la que se alega que Newsome se llevó el bolso Louis Vuitton de Onfroy y que Boatwright robó la cadena de Onfroy. En medio del forcejeo, el tío de Onfroy huyó del auto. Newsome corrió de regreso al vehículo de los sospechosos. A pesar de que el robo terminó, se alega que Boatwright se alejó uno o dos pies del vehículo de Onfroy, agarró su rifle, miró a Onfroy a los ojos y disparó seis tiros, matándolo. Los testigos le dijeron a la policía que Newsome y Boatwright luego tomaron la bolsa Louis Vuitton del vehículo de Onfroy y luego corrieron hacia el Dodge negro.
El tiroteo ocurrió al este de la ciudad de Parkland, donde vivía Onfroy en ese momento. El Departamento de Bomberos del Condado de Broward lo llevó al cercano Broward Health North. Los paramédicos pudieron revivir brevemente un pulso, pero nunca se recuperó. Inicialmente, se informó que Onfroy estaba en estado crítico después del tiroteo, pero la Oficina del Sheriff del Condado de Broward confirmó más tarde su muerte.

### Arrestos y procesos legales
Poco después del anuncio de la muerte de Onfroy, la oficina del Sheriff del Condado de Broward ofreció una recompensa de $3000 por cualquier información que condujera al arresto de cualquier sospechoso. Originalmente, muchos fanáticos de Onfroy, numerosos usuarios de Internet y residentes locales sospechaban que los raperos locales de Florida, Soldier Kidd y Soldier Jojo, eran los asesinos de Onfroy debido a varias publicaciones sospechosas en Instagram realizadas por la pareja con detalles específicos que corroboraban los informes de los testigos, pero estas acusaciones se retiraron más tarde cuando Dedrick Williams y Michael Boatwright fueron arrestados.
El 20 de junio de 2018, la oficina del sheriff del Condado de Broward arrestó a Dedrick Devonshay Williams, de 22 años, en relación con el asesinato de Onfroy. Williams conducía su Honda plateado 2004 antes de que ocurriera una parada de tráfico. Williams fue detenido en la persecución de autos que siguió e identificado por la ropa que vestía el 18 de junio, que incluía sandalias naranjas y una camiseta sin mangas blanca. La policía comparó las imágenes de las imágenes de seguridad con las imágenes recientes del feed de Instagram de Williams, que mostraban "las mismas o similares sandalias de color naranja brillante". También fue identificado por empleados que dijeron haberlo visto entrar a RIVA Motorsports para comprar una máscara de neopreno. Después del arresto de Williams, se emitieron dos órdenes de arresto activas más. El 27 de junio, Robert Allen de 22 años, fue nombrado como persona de interés en el caso y luego fue arrestado el 26 de julio.
El 5 de julio, Michael Boatwright, de 22 años, fue arrestado por la oficina del sheriff del Condado de Broward por cargos relacionados con las drogas, pero el 10 de julio, los detectives visitaron a Boatwright mientras estaba en la cárcel y le presentaron su orden de arresto por premeditación en primer grado. asesinato. Los investigadores dijeron que Boatwright había buscado "cómplice de asesinato" y "XXXTentacion" en el navegador web de su teléfono después del asesinato.[cita requerida] La policía cree que Boatwright fue quien disparó fatalmente a Onfroy. Los tres hombres fueron posteriormente acusados por un gran jurado, junto con un cuarto, por el asesinato de Onfroy. Finalmente, el 7 de agosto fue arrestado Trayvon Newsome, de 20 años.
Dedrick Williams fue acusado de asesinato en primer grado de peligroso y depravado juntamente con la violación de la libertad condicional, negandosele también la libertad bajo fianza. El 25 de junio se declaró inocente; sin embargo, había sido arrestado varias veces antes. Durante el interrogatorio de Williams, según los informes, pasó de negar que estaba involucrado en el asesinato al remordimiento, diciendo que le había costado "noches de insomnio" y que no confesó antes por temor a ser etiquetado como un "soplón".[cita requerida]
Michael Boatwright acusado de premeditación de homicidio en primer grado. Según la Oficina del Sheriff del Condado de Broward, Boatwright fue arrestado inicialmente por cargos no relacionados con drogas el 5 de julio antes de ser acusado formalmente del asesinato de Onfroy el 10 de julio.
Un tercer sospechoso, Robert Allen de 22 años, fue detenido y acusado de homicidio premeditado en primer grado después de que los sheriffs estadounidenses lo encontraran en la casa de su hermana en la zona rural de Georgia. Fue fichado en el Condado de Dodge, Georgia y está detenido sin derecho a fianza con una orden judicial de la oficina del sheriff del Condado de Broward.
El 7 de agosto, la oficina del sheriff del Condado de Broward anunció en Twitter que Trayvon Newsome, de 20 años, fue detenido poco antes de las 17:00 EST y había sido fichado por cargos de asesinato premeditado en primer grado y robo con un arma mortal. Su padre, Dwayne Onfroy, declaró insistentemente la decisiva pena de muerte para el presunto tirador y cadena perpetua sin posibilidad de libertad condicional para los presuntos cómplices. Dado que los sospechosos están siendo acusados en Florida, si son declarados culpables de asesinato en primer grado, serían elegibles para la pena capital.
El 12 de agosto de 2022, Robert Allen se declaró culpable de la condena menor de asesinato en segundo grado a cambio de testificar contra los otros tres acusados. Los tres acusados restantes fueron encontrados culpables de todos los cargos.
En su testamento, Onfroy nombró a su madre Cleopatra y a su hermano Aiden como los únicos beneficiarios. El futuro hijo de Onfroy no fue nombrado en el testamento, ya que fue escrito antes del embarazo.

### Reacción

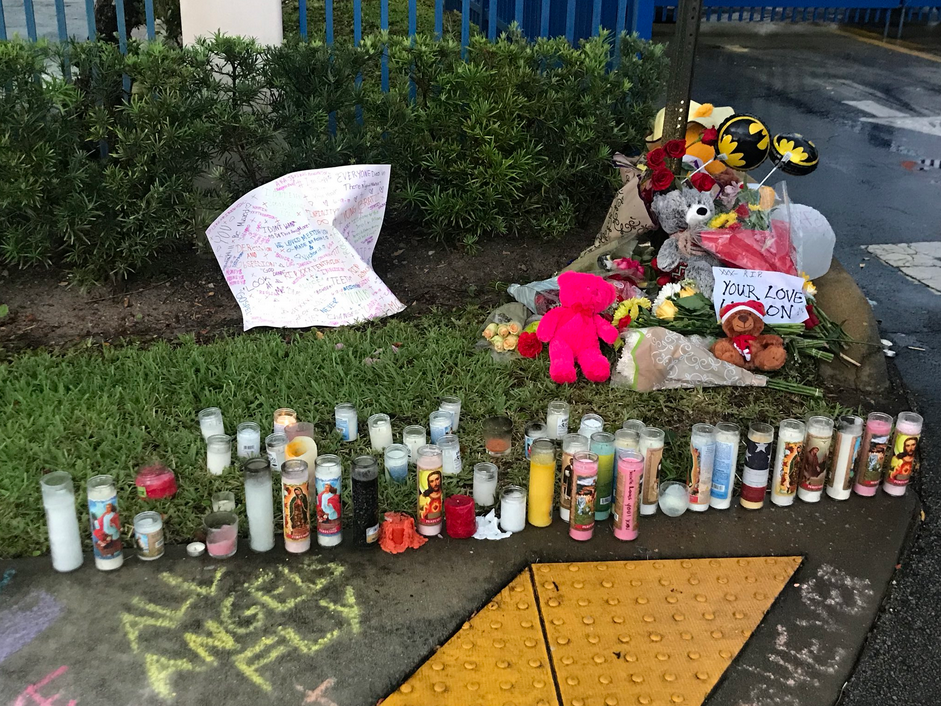
Memorial de Onfroy fuera del concesionario de motocicletas donde murió en Deerfield Beach.

Tras el anuncio del asesinato de Onfroy, los fanáticos y los residentes locales crearon rápidamente un memorial improvisado, que constaba de letras del artista y palabras de recuerdo escritas con tiza que se extendían hasta 100 yardas. El propietario de RIVA Motorsports, lugar donde mataron a XXXTentacion, realizó una vigilia el 18 de junio de 2018. Cientos de personas se reunieron durante la vigilia y los sheriffs del Condado de Broward se vieron obligados a cerrar la calle. Poco después, se inició un paseo entre la afición de Onfroy. La casa de Onfroy en Parkland, Florida, que se estaba construyendo en ese momento, también fue conmemorada por los fanáticos.
La personalidad de internet estadounidense Adam Grandmaison, conocido profesionalmente como Adam22, el creador del podcast No Jumper, para el cual Onfroy tuvo su primera entrevista profesional, realizó un memorial un día después de la muerte de Onfroy frente a su tienda minorista de BMX OnSomeShit en Melrose Avenue, Los Ángeles para una multitud de 354 personas.[cita requerida] La multitud finalmente creció a más de 1000 y la policía con equipo antidisturbios finalmente apareció con la policía en el camino para dispersar a la multitud. Según los informes, se dispararon balas de goma y se utilizaron gases lacrimógenos para dispersar a la multitud.
El 27 de junio se llevó a cabo un servicio de ataúd abierto para Onfroy en el BB&T Center en Sunrise, Florida, donde los fanáticos pudieron presentar sus condolencias y respetos. Su funeral privado tuvo lugar un día después, donde los raperos Lil Uzi Vert, Lil Yachty, Denzel Curry y la cantante Erykah Badu se encontraban entre los asistentes. Fue enterrado en un mausoleo gris en Gardens of Boca Raton Memorial Park, ubicado en Boca Ratón, Florida.
El 19 de junio, el día después de la muerte de Onfroy, Billboard informó que el récord de transmisión de un solo día de Spotify de Taylor Swift para "Look What You Made Me Do" fue batido por la canción "Sad!" de Onfroy, con más de 10,4 millones de reproducciones en comparación con los 10,1 millones de Swift. A esto le siguió un aumento de 17 veces en las ventas en todas las plataformas de transmisión y descarga, incluido un aumento de 7000 veces en las ventas de CD en Amazon. Su álbum ? se esperaba que volviera a estar entre los cinco primeros la semana de su muerte después de su asesinato, alcanzando finalmente el número 3 con 90000 unidades equivalentes a álbumes vendidas, frente a las 19000 de la semana pasada. En la semana posterior a su asesinato, el sencillo de mayor audiencia de Onfroy, "Sad!", Pasó del puesto 52 al 1 en el Billboard Hot 100, convirtiéndolo en el primer artista en encabezar el Hot 100 póstumamente en un papel principal desde The Notorious B.I.G., con "Mo Money Mo Problems", en 1997. El 28 de junio, su equipo de gestión lanzó póstumamente el video musical de "Sad!", que ha recibido más de 155 millones de visitas mientras que el audio tiene más de 2.100 millones de escuchas en Spotify.[cita requerida]
Entre el 18 de junio y 21 de octubre, la cantante Billie Eilish y su hermano Finneas, escribieron una canción dedicada a XXXTentacion titulada "6.18.18", la cual fue interpretada por Billie Eilish durante su gira "1-by-1".

## Premios y nominaciones

#### Premios American Music
| Año  | Nominado     | Categoría                     | Resultado |
| ---- | ------------ | ----------------------------- | --------- |
| 2018 | XXXTentacion | Nuevo artista del año         | Nominado  |
| 2018 | 17           | Álbum favorito de Soul/R&Byes | Ganador   |

#### Premios BET Hip-Hop
| Año  | Nominado     | Categoría                  | Resultado |
| ---- | ------------ | -------------------------- | --------- |
| 2018 | XXXTentacion | Mejor álbum de Soul/R&Byes | Ganador   |

#### Premios Billboard
| Año  | Nominado | Categoría                  | Resultado |
| ---- | -------- | -------------------------- | --------- |
| 2018 | 17       | Mejor álbum de Soul/R&Byes | Ganador   |

## Discografía
XXXTentacion lanzó cuatro álbumes de estudio (dos de los cuales fueron lanzamientos póstumos), dos mixtapes, cuatro mixtapes colaborativos (uno de los cuales fue un lanzamiento póstumo), siete obras de teatro extendidas y 28 sencillos (incluidos ocho como artista destacado). Hasta junio de 2018, vendió más de 25 millones de unidades equivalentes a álbumes en los Estados Unidos. Jahseh Onfroy fue certificado por la venta de más de 20 millones de discos por la Recording Industry Association of America (RIAA). Hasta septiembre de 2022, ha vendido más de 60 millones de discos en los Estados Unidos.
En junio de 2013 lanzó su primera canción "News/Flock" en la plataforma SoundCloud. Su primer mixtape oficial XXX (sin dominio) se lanzó el 5 de marzo de 2014, pero luego se eliminaron muchas pistas y algunas aún no se han descubierto. Ice Hotel fue el primer proyecto que se puso a disposición del público. Lanzó varios mixtapes a mitad de la década de los 2010 y varios Extended Play durante este tiempo, incluidos "ItWillAllBeOverSoon" y "Red Light District", pero luego fueron eliminados y desechados, algunas canciones seleccionadas de los EP desechados aparecieron en proyectos posteriores. En diciembre de 2015 lanzó su exitoso sencillo "Look at Me!", que recibió millones de reproducciones en SoundCloud antes de ser relanzado a través de Empire Distribution en febrero de 2017. El sencillo alcanzó el puesto 34 en el Billboard Hot 100. Tiempo más tarde fue certificado Platino por la RIAA. En mayo del mismo año, lanzó su primer mixtape comercial, Revenge, que alcanzó el puesto 28 en el Billboard 200.
Su álbum de estudio debut "17" fue lanzado el 25 de agosto de 2017 y debutó en el número 2 en el Billboard 200. El álbum generó tres sencillos: "Revenge" con certificación de oro, "Jocelyn Flores" cinco certificaciones por platino y seis certificaciones de platino por "Fuck Love". En diciembre de 2017, lanzó su séptimo Extended Play denominado A Ghetto Christmas Carol con la producción manejada principalmente por el productor discográfico estadounidense Ronny J y su persona, junto con Cubeatz y J Dilla. Su segundo álbum de estudio, ? fue lanzado en marzo de 2018 y debutó en el número 1 en el Billboard 200. El álbum generó tres sencillos: "Sad!", con certificacón de diamante, "Changes" y "Moonlight", certificado con tres y seis por platino, respectivamente por el Recording Industry Association of America. Members Only Vol. 4 salió el 23 de enero de 2019, fecha en la que habría sido su cumpleaños número 21. El álbum debutó en el puesto número 23 en el Billboard 200 y certificando 16000 unidades equivalentes a álbumes, de las cuales 2000 provienen de ventas puras de álbumes en su primera semana.
Álbumes de estudio
- 2017: 17
- 2018: ?
- 2018: Skins
- 2019: Bad Vibes Forever

Álbumes recopilatorio
- 2022: Look at Me: The Album

Mixtapes
- 2017: Revenge

Mixtapes colaborativos
- 2015: Members Only, Vol. 1
- 2015: Members Only, Vol. 2
- 2017: Members Only, Vol. 3
- 2019: Members Only, Vol. 4

EPs
- 2014: Ice Hotel
- 2014: The Fall
- 2015: Heartbreak Hotel
- 2016: ItWasntEnough
- 2016: Willy Wonka Was A Child Murderer
- 2017: A Ghetto Christmas Carol

### Redes sociales
- Sitio web oficial  (en inglés)
- XXXTentacion en X (antes Twitter)
- XXXTentacion en Facebook
- XXXTentacion en Instagram
- XXXTentacion en SoundCloud
- XXXTentacion en Spotify
- XXXTentacion en YouTube.

- Datos: Q28561969
- Multimedia: XXXTentacion / Q28561969